# 亜麻仁油
| 項目                            | 分量（g） |
| ------------------------------- | --------- |
| 脂肪                            | 99.98     |
| 飽和脂肪酸                      | 8.976     |
| 16:0（パルミチン酸）            | 5.1       |
| 18:0（ステアリン酸）            | 3.367     |
| 一価不飽和脂肪酸                | 18.438    |
| 18:1（オレイン酸）(ω-9脂肪酸)   | 18.316    |
| 多価不飽和脂肪酸                | 67.849    |
| 18:2（リノール酸）(ω-6脂肪酸)   | 14.327    |
| 18:3（α-リノレン酸）(ω-3脂肪酸) | 53.368    |

亜麻仁油（アマニゆ、アマニあぶら、アマニオイル linseed oil / flaxseed oil フラックスシードオイル）は、成熟した亜麻の種子から得られる、黄色っぽい乾性油。ヌメゴマ油（滑胡麻油）、アカゴマ油などの異称もある。食用のほか、油絵具のバインダーや木製品の仕上げ（木製ピッケルのシャフトなど）、床材のワックス、海外ではアロマのキーオイル、昔は医療用の油紙などにも用いられている。日本の消防法においては、他の動植物油と同様に第４類危険物（引火性液体）のひとつに指定されており、取扱には注意が必要である。
亜麻の種子を圧搾、又はこれをつぶして溶媒で抽出することで得られる。代表的なω-3脂肪酸であるα-リノレン酸をはじめとする不飽和脂肪酸に富み、栄養サプリメントとしても販売されている。
沸騰させた亜麻仁油は油絵具のバインダーや、「オイルフィニッシュワニス」として木製品や皮革の仕上げに使われる。亜麻仁油は加熱することで簡単に重合・酸化するようになる。
食用の亜麻仁油は、長時間の揚げ物や炒め物などの加熱調理では容易に酸化するため適していないが、癖が少ない風味であり、そのまま飲むか、できあがったさまざまな料理に適量をかけて摂取することが多い。温かい料理にかけても早めに食べれば酸化はあまり進まず比較的問題はない。ただし、発泡ポリスチレン製容器を使用するカップ麺に入れると、容器が溶けることがあるとして2004年に国民生活センターが、2008年に日本即席食品工業協会が注意を呼びかけている。光でも酸化が進むため、保管は冷暗所が適している。
リノリウムの原料として利用されている。
最近では、VOCを放出しない溶剤としてシックハウス症候群対策の塗料に使われている。